# وظیفه فوری ما

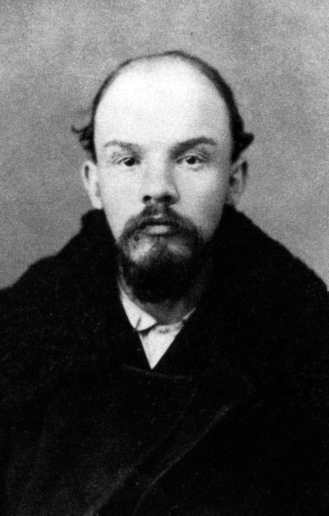
تصویری از مؤلف اثر، ولادیمیر لنین در جوانی به سال ۱۸۹۵

وظیفهٔ فوری ما اثری است که درسال ۱۸۹۹ توسط فیلسوف روسی، ولادیمیر لنین نگارش یافته‌است. این مقاله درواقع ردّیه‌ای بود بر طرفداران اقتصادگرایی (اکونومیست‌ها).
این کتاب کوچک که در قرن نوزدهم نوشته شده‌است، به بخشی از تاریخ مبارزهٔ انقلابیون سوسیالیست دموکرات در روسیه می‌پردازد و خط‌مشی آیندهٔ لنین را به‌صورت موجز بیان می‌کند. لنین در این نوشتار به مسائلی چون سازماندهی طبقه کارگر، افزایش آگاهی طبقاتی، تبیین مبارزهٔ طبقاتی، ضرورت گسترش فعالیت حزبی و مبارزهٔ منسجم در راه آرمان‌های مارکسیسم می‌پردازد.